# Футбол (тижневик)
Тижневик «Футбол» — щотижневий журнал про футбол, видавався з травня 1960 року по червень 2019 року.
Був інформаційним спонсором Російського футбольного союзу та Професійної футбольної ліги.
З січня 2007 року у кожному номері друкувалися постери команд та гравців. 2008 року вийшов ювілейний номер № 2500.
У період з 1967 по 1990 рік та з 2015 по 2019 рік публікував також і матеріали про хокей з шайбою.

## Історія
29 травня 1960 року вийшов перший номер тижневика «Футбол», як Недільний додаток до газети «Радянський спорт». Перед цим голова Федерації футболу СРСР Валентин Гранаткін на одному з пленумів заявив про передбачуване видання журналу. Потім голова Центральної ради Спілки спортивних товариств Микола Романов запропонував Мартину Мержанову, який працював у «Вогнику», стати головним редактором нового видання. Той погодився і перший номер у нього вдома готували Перель, Віттенберг, Ваньят та Дангулов . Опора була зроблена на коментарі заслужених фахівців (брати Старостіни, Аркадьєв, Пайчадзе, Бутусов, Глазков, Бесков).
Серед журналістів, які багато років працювали в тижневику, були Валерій Винокуров, Олег Кучеренко, Олександр Віттенберг (Віт), Геннадій Радчук, Євген Рубін.
У 1966 році новим головним редактором став Лев Філатов (з № 45 за 1966 по № 4 за 1967 як і. о. редактора). Мержанов особисто запропонував заступнику головного редактора «Радянського спорту» обійняти цю посаду.
У 1967 році тижневик був перейменований на «Футбол-Хокей». У редакційній колонці цю дію обґрунтовували зростаючою популярністю цього виду спорту. Під час перебудови в одній зі статей було написано, що причиною зміни назви було бажання одного з наближених Л.І.Брежнєва . Видання виходило на 16 чорно-білих сторінках. Спочатку ціна становила 5 копійок, потім (у 1980-ті роки) вона зросла до 15 копійок.
З ініціативи Костянтина Єсеніна було засновано Клуб Григорія Федотова.
1983 року Лев Філатов пішов на пенсію. № 29 за 1983 рік — останній номер, який він редагував. Майже пів року (з №30 за 1983 рік за №4 за 1984 рік) обов'язки головного редактора (в.о.) виконував Геннадій Радчук. З №5 за 1984 рік посаду головного редактора тижневика обійняв Віктор Понеділок, колишній футболіст.
У 1990 році тижневик перестав бути додатком до «Радянського спорту», після чого перейшов у відання Федерації футболу . Новим головним редактором став Олег Кучеренко. Потім тижневик був назад перейменований на «Футбол» (офіційно він був перейменований на «Футбольний вісник», але Кучеренко виступив різко проти цієї назви, з ним же погодився і В'ячеслав Колосков). Незабаром видання стало самостійним. 1994 року тижневик почав виходити на 32 сторінках.
У 2004 році з метою проведення продажу тижневика українському Медіа Холдингу рішенням тодішнього власника тижневика Олександра Вайнштейна головним редактором призначено Петра Каменченка, який до цього працював у «Столиці» (та її додатку, який згодом став журналом «Афіша»), «Совершенно секретно» Артема Боровика, «Версии», «Большом городе» . Олег Кучеренко змушений був звільнитися, а наприкінці 2005 року тижневик було продано українським власникам. Через деякий час у вересні 2006 року журнал став повністю кольоровим. Паралельно з 2006 по 2008 рік видавався додаток «Великі клуби». У 2009 році - "Великі збірні". У 2010 році — щотижнева «Енциклопедія Світовий футбол» та нові випуски програми «Великі клуби». У 2011 році - "Великі гравці".
З 1 березня 2013 року нова команда видавництва «ТН-Столиця» змінила концепцію журналу. На посаду головного редактора було запрошено Дениса Вдовіна, який вже працював у тижневику «Футбол» заступником головного редактора з 2007 по 2010 рік. Позицію директора розвитку зайняв Анатолій Волосов, який працював виконавчим директором з економіки ЗАТ «Футбольний клуб „Динамо-Москва“». «Футбол» почав вести активну діяльність в інтернеті та бути присутнім на провідних соціальних майданчиках. Тижневик отримав статус Інформаційного партнера РФС. У виданні знову почали з'являтися матеріали, присвячені хокею з шайбою. У деяких джерелах з'являлися повідомлення про те, що у 2013 або в травні 2015 тижневик був перейменований на «Футбол. Хокей», проте офіційних повідомлень від видавництва про перейменування не було, і всі друковані версії тижневика аж до червня 2019 виходили під назвою «Футбол»  .
До червня 2019 року виникла ймовірність закриття тижневика через фінансові труднощі з боку її власника в особі ТОВ «ТН-Столиця», який на той момент вже припинив випуск московської версії журналу «Телетиждень»   . Останнім надрукованим у 2019 році номером є випуск № 22 (5 — 12 червня 2019 р.), ще три випуски були здані до друкарні, але не були надруковані та існують лише в електронному вигляді. Останнім опублікованим номером є випуск № 25 (26 червня - 3 липня 2019 року). При цьому сайт видання  якийсь час періодично продовжував оновлюватися і публікувати нові матеріали про актуальні футбольні події.

## Головні редактори
- Мартин Мержанов (1960-1966)
- Лев Філатов (1966-1967 (в.о); 1967-1983)
- Геннадій Радчук (1983-1984) (в. о)
- Віктор Понеділок (1984-1990)
- Олег Кучеренко (1990-2004)
- Петро Каменченко (2004-2013)
- Денис Вдовін (2013-2019)

## Додатки
- Спецвипуски тижневика «Футбол» (виходили у 2006—2018 роках), присвячені великим футбольним подіям у країні та світі.
- З 2014 по 2018 рік (з перервою) виходив інформаційно-статистичний додаток тижневика «Футбол» «90 хвилин».
- У 1997 році виходив додаток «Перший тайм», присвячений змаганням Дитячої футбольної ліги .